# Diecezja Coxim
Diecezja Coxim (łac. Dioecesis Coxinensis) – diecezja Kościoła rzymskokatolickiego w Brazylii. Należy do metropolii Campo Grande, wchodzi w skład regionu kościelnego Oeste 1. Została erygowana jako prałatura terytorialna  przez papieża Pawła VI bullą Qui ad beatissimi w dniu 3 stycznia 1978. 13 listopada 2002 podniesiona do rangi diecezji.